# Mikros Image
Mikros Image, est une entreprise française spécialisée dans la création d’effets visuels numériques, la post-production et l’animation.
L'entreprise a été rachetée par Technicolor depuis 2015, le siège social est aujourd'hui au 8-10 rue du Renard dans la 4ème arrondissement de Paris.
Depuis 2020, Mikros Image opère sous trois marques :
- Mikros Animation Paris, spécialisée dans la production d’animation pour des longs métrages d'animation et des séries d'animation.
- MPC Paris, filiale dédiée principalement aux effets visuels pour les longs-métrages et les séries.
- The Mill Paris, qui est une marque spécialisée dans les effets visuels, notamment pour la publicité et les projets créatifs.

## Histoire
En 2017, la société (SIREN 333987659) fusionne avec une autre entité du groupe mais l'entité actuelle (SIREN 407754613) porte le nom de la société absorbée.

## Filmographie

### Longs métrages
- 2007 : Astérix aux Jeux Olympiques de Frédéric Forestier et Thomas Langmann
- 2008 : Faubourg 36 de Christophe Barratier
- 2008 : Entre les murs de Laurent Cantet
- 2009 : Océans de Jacques Perrin et Jacques Cluzaud
- 2012 : Amour de Michael Haneke
- 2012 : De rouille et d'os de Jacques Audiard
- 2012 : Astérix et Obélix : Au service de Sa Majesté de Laurent Tirard, avec le studio Mac Guff
- 2013 : 9 Mois ferme d'Albert Dupontel
- 2014 : Astérix : Le Domaine des dieux de Louis Clichy et Alexandre Astier[5]
- 2014 : Mune : Le Gardien de la Lune d'Alexandre Heboyan et Benoît Philippon
- 2015 : Le Petit Prince de Mark Osborne
- 2015 : Demain de Mélanie Laurent & Cyril Dion
- 2016 : Chocolat de Roschdy Zem
- 2016 : L'Effet aquatique de Solveig Anspach
- 2016 : Elle de Paul Verhoeven
- 2016 : Arrêtez-moi là de Gilles Bannier
- 2016 : Retour chez ma mère d'Éric Lavaine
- 2016 : Planetarium de Rebecca Zlotowski
- 2016 : La Danseuse de Stéphanie Di Giusto
- 2016 : L'Odyssée de Jérôme Salle
- 2016 : Les Enfants de la chance de Malik Chibane
- 2017 : Valérian et la Cité des mille planètes de Luc Besson[6]
- 2017 : L'araignée rouge[7] de Franck Florino
- 2017 : 120 Battements par minute de Robin Campillo[8]
- 2017 : Madame Hyde de Serge Bozon
- 2017 : Stronger de David Gordon Green
- 2017 : Au revoir là-haut d'Albert Dupontel[8]
- 2017 : Capitaine Superslip de David Soren
- 2018 : Astérix : Le Secret de la potion magique de Louis Clichy et Alexandre Astier[9]
- 2018 : Plaire, Aimer et Courir Vite de Christophe Honoré
- 2018 : Les Frères Sisters de Jacques Audiard[10]
- 2018 : Sherlock Gnomes[11],[12] de John Stevenson
- 2020 : Le Prince Oublié de Michel Hazanavicius
- 2020 : Bob l'éponge, le film : Éponge en eaux troubles de Tim Hill[5]
- 2021 : La Pat' Patrouille, le film de Cal Brunker (en)
- 2023 : Ninja Turtles: Teenage Years (Teenage Mutant Ninja Turtles: Mutant Mayhem) de Jeff Rowe (en)
- 2023 : La Pat' Patrouille : La Super Patrouille, le film (PAW Patrol: The Mighty Movie) de Cal Brunker (en)
- 2024 : Thelma la licorne (Thelma the Unicorn) de Jared Hess et Lynn Wang

### Courts métrages
- 2008 : 5'13"
- 2010 : Logorama
- 2012 : Ghost Recon Alpha

### Publicités
- 2009 : Canal+, Le Placard
- 2010 : Lipton Ice Tea
- 2011 : Dior, J'adore
- 2011 : Winamax
- 2011 : Canal+, L'Ours
- 2012 : Perrier, The Drop
- 2012 : Mercedes-Benz, Étoiles
- 2014 : Évian, Spider-Man - The Amazing Baby & Me 2
- 2015 : Canal+, Unicorn
- 2016 : Ubisoft, teaser FarCry Primal'
- 2016 : Jean-Paul Gaultier, The Factory
- 2016 : Dior, J'adore - The Absolute Feminity de Jean-Baptiste Mondino
- 2016 : France 3, Les Marmottes de Ivan Grangeon[13]
- 2016 : Studio+, Speed de Julien Seri
- 2017 : Lacoste, Timeless de Seb Edwards
- 2017 : Ubisoft, The red dot de John McTiernan
- 2017 : Magnum[14]
- 2017 : BNP Paribas, Valerian - Adalat, Father, Le Géant
- 2018 : Cartier, Santos de Seb Edwards
- 2018 : Robotin, Ciel[15]
- 2018 : Duracell[16]
- 2018 : Hubside[17]

### Télévision
- 2001 : Rêve d'un jour / Rêve d'un soir (TF1)
- 2008 : Sans aucun doute (TF1)
- 2012 : Simplement pour un soir (France 2)
- 2014 : L'Angle éco - Habillage, Montage, Mix, Étalonnage & PAD (France 2)
- 2016 : Les Revenants [18]
- 2017 : Il était une fois… la Vie - Version restaurée
- 2020 : Into The Night - VFX & Post production (Netflix)[19]
- 2025 : La Maison de Mickey - Reboot (Disney Jr.)

### Clips
- 1997 : Pink de Aerosmith
- 2008 : 4 minutes to save the world de Madonna ft. Justin Timberlake
- 2011 : Lonely Lisa de Mylène Farmer
- 2013 : Bassline de Miss Kittin
- 2015 : City of Love de Mylène Farmer
- 2015 : Animal de Fakear
- 2016 : L'échappée belle de Brigitte
- 2016 : Silver de Fakear
- 2016 : Breathe Out de Son Lux
- 2016 : August in Paris de Sage
- 2018 : Low de Lenny Kravitz
- 2019 : Au DD de PNL

## Distinctions
- 2012 : Dior J'adore : Visual Effect Award Outstanding Visuel Effects, 2012, in a Live Action Commercial[20]
- 2012 : Canal+ L'Ours : Visual Effect Award Outstanding Animated Character in a Commercial[20]
- 2012 : Trophée César & Techniques pour la société Mikros Image[21]
- 2013 : Trophée César & Techniques pour la société Mikros Image[22]
- 2018 : Trophée César & Techniques pour la société Mikros Image[23]
- 2019 : VFX Company of the Year (Shortlisted)[24]